# Antonio Vandini

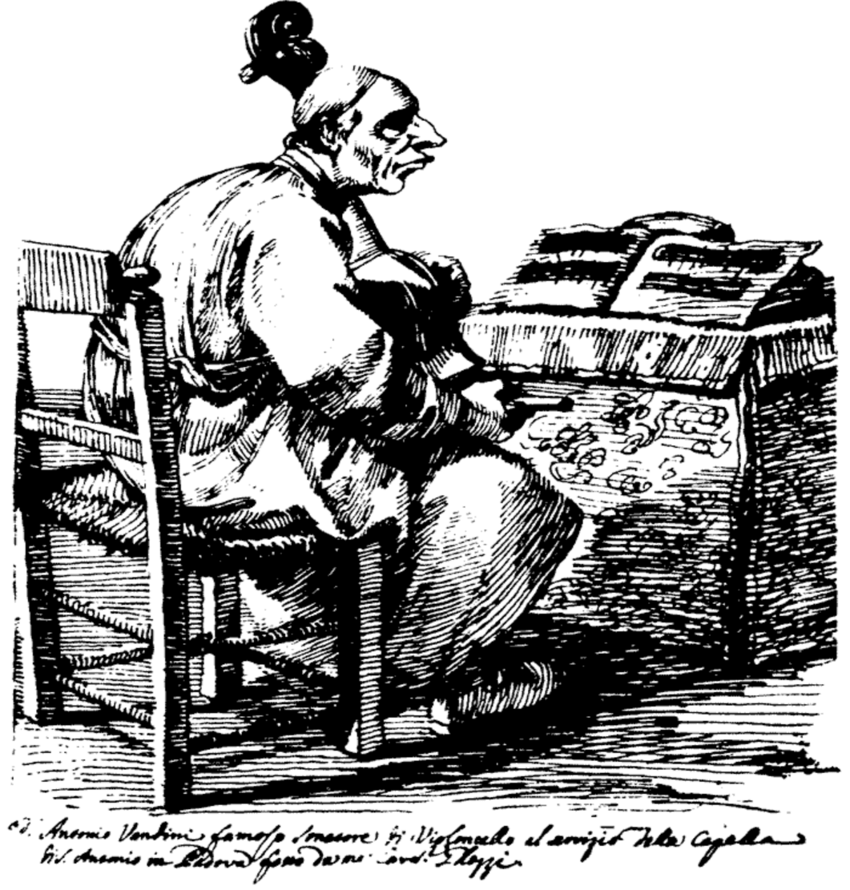
Antonio Vandini

Antonio Vandini (Bologna, 1690 circa – Bologna, 1778) è stato un violoncellista e compositore italiano.

## Biografia
La prima attività nota di Antonio Vandini ci viene riportata da un documento del 9 giugno 1721 nel quale viene attestata la sua nomina a primo violoncellista alla Basilica di Sant'Antonio di Padova; dal documento inoltre risulta che egli precedentemente servì sempre con il medesimo incarico presso la Basilica di Santa Maria Maggiore di Bergamo e dal 27 settembre 1720 al 4 aprile 1721 anche fu attivo come maestro di violoncello all'Ospedale della Pietà di Venezia, presso il quale lavorava anche Antonio Vivaldi. Il 1º novembre 1721 iniziò dunque a suonare nell'orchestra della basilica padovana, presso la quale sarà attivo per circa 50 anni.
Però l'anno successivo, il 18 giugno 1722, diede temporaneamente le dimissioni, per recarsi a Praga alcuni anni. Nella capitale ceca durante il giugno del 1723 partecipò alle celebrazioni musicali per l'incoronazione di Carlo VI; ivi, successivamente, assieme a Giuseppe Tartini, entrò al servizio del conte Ferdinand Francesco Kinsky.
Nella primavera del 1726 decise di lasciare Praga e tornare in Padova, dove il 1º giugno fu reintegrato nella posizione che aveva lasciato precedentemente. Continuò la propria attività musicale senza più grosse interruzioni sino al 1770, lavorando a stretto contatto con Tartini; è proprio quest'ultimo a riportarci alcune informazioni biografiche sul conto di Vandini, grazie al rapporto epistolare che il celebre violinista intrattenne con Padre Martini. Vandini e Tartini suonarono spesso in insieme a Padova, all'Accademia dei Ricoverati dal 1728 al 1748 e alle cerimonie della Pia Aggregazione di Santa Cecilia. Il 4 ottobre 1750 Vandini fu alla Basilica di San Francesco d'Assisi assieme al violinista Carlo Tessarini per la festa del patrono del santo. Dal 1769, dopo la morte di sua moglie, Vandini ospitò Tartini nella sua casa sino al 1770, quando il violoncellista si ritirò dal proprio servizio, lasciando il proprio posto all'allievo Giuseppe Calegari. Nel 1776 Vandini tornò nella città natale, dove morì due anni più tardi.

## Considerazioni dell'artista
In alcuni documenti padovani Vandini viene menzionato come suonatore di viola o di violoto, probabilmente perché egli teneva l'archetto del suo violoncello alla stessa maniera dei suonatori di viola. Questo è testimoniato principalmente da Charles Burney durante il suo viaggio in Italia, il quale scrisse:
Burney inoltre spiegò che gli italiani ammiravano l'esecuzioni di Vandini, dicendo che egli suonava:
Gli Appunti sulla biografia di Tartini di Vandini sono stati la prima fonte per il reperimento di informazioni sulla vita di Tartini. Come quest'ultimo e molti altri compositori e musicisti, anche Vandini intraprese una corrispondenza con Padre Martini, della quale sopravvivono alcune lettere.

## Composizioni
Pochi lavori ci sono giunti prodotti da Vandini, i quali includono solamente un concerto per violoncello in re maggiore e 6 sonate per violoncello (in do magg., 1717; in la min.; 2 in si bemolle magg., un'altra in do magg. e in mi magg.). Queste composizioni risentono dell'influenza musicale dell'amico Tartini.